# Donaldson Sackey
Donaldson Nukunu Sackey (geboren am 30. September 1988) ist ein deutsch-togoischer Fußballspieler und Modedesigner.

## Fußball
Sackey absolvierte seine komplette Laufbahn als Jugendlicher in Hamburger Vereinen, angefangen beim SC Victoria Hamburg im Alter von sechs Jahren. Er wechselte später nach Berlin und spielte bei Tennis Borussia Berlin und Hertha BSC. Nach seinen Stationen in Berlin wechselte er ins Ausland und spielte in Spanien (SD Compostela), den Niederlanden (FC Oss) und England (Forest Green Rovers, Stockport Sports und Cray Wanderers). Sackey debütierte 2011 für die togoische A-Nationalmannschaft.

## Mode
Drei Jahre später entschieden er und sein Arbeitspartner Sainey Sidibeh sich dafür das Modelabel CPxArt zu gründen. Das Modelabel fand Erwähnung in der Forbes im Jahr 2017/2018. Sackey und Sidibeh arbeiteten anschließend als Designer für die Hip-Hop-Marke Wu Wear des Wu-Tang Clans. Sie übernahmen den Posten im Jahr 2017.

## Architektur
Sackey belegte 2018 einen Architektur-Kurs an der Harvard Graduate School of Design.